# Església de Sant Feliu de Pallerols
L'Església de Sant Feliu de Pallerols és un edifici del municipi de Sant Feliu de Pallerols (Garrotxa) inclosa en l'Inventari del Patrimoni Arquitectònic de Catalunya.

## Descripció
Es tracta d'un edifici religiós de grans dimensions. Destaquen per la seva grandària dos cossos: el campanar i la nau principal.
El campanar es construí en diferents anys successius, com queda reflectit en les dates, que comencen l'any 1604 a la base del campanar i van pujant amb l'alçada.
La nau principal té 8 grans arcades als laterals, una de les quals dona pas i conforma una capella lateral cupulada. Els dos últims arcs conformen un cor.
Destaca un púlpit de fusta i una imatge d'alabastre de la Mare de déu de Gràcia, si bé la de Sant Feliu, que es trobava damunt l'entrada, va ser robada.

## Història
El 1184 s'esmenten diversos masos del terme parroquial de Sant Feliu de Pallerols que van ser donats per Dolça, senyora del castell i del terme d'Hostoles a la seva filla Ermessenda. Del 1187 és una sentència arbitral sobre béns situats en aquesta parròquia entre l'abat del monestir d'Amer i Miró, senyor del castell d'Hostoles. El segle xiv, el monestir d'Amer encara posseïa béns a la parròquia de Sant Feliu.
L'església parroquial fou edificada de nou durant el segle xvii.